# ایزو/آی‌ئی‌سی ۸۸۵۹–۱
استاندارد ایزو ۸۸۵۹-۱ (به انگلیسی: ISO-8859-1)، عنوان استانداردی است که یک کدبندی ۸بیتی از نویسه‌ها را برای زبان‌های اروپای غربی معرفی می‌کند. این استاندارد با نام لاتین۱ (به انگلیسی: Latin-1) نیز شناخته می‌شود که در آن لاتین به زبان‌های دارای حروف لاتین یا رومی اشاره دارد و ۱ نشان می‌دهد که این استاندارد نخستین استاندارد کدبندی ثبت‌شده در ایزو است. نویسه‌های ۰ تا ۱۲۷ در این استاندارد با اَسکی یکسان هستند، اما کاراکترهای ۱۲۸ تا ۲۵۵ آن در اَسکی وجود ندارند. لاتین۱ تقریباً با کدبندی ویندوز-۱۲۵۲ یکسان است، اما به‌طور مشخص نویسه‌های شمارهٔ ۱۲۸ تا ۱۵۹ ویندوز در لاتین۱ وجود ندارند و تفاوت‌ها دیگری نیز دارند.

## زبان‌هایی که به‌طور کامل پشتیبانی شده‌اند
| - آفریکانس - آلبانیایی - باسکی - برتون - کاتالان - کرسی - دانمارکی - انگلیسی (ایالات متحده و بریتانیا) - فاروئی - گالیسی | - آلمانی - ایسلندی - اندونزیایی - ایرلندی (املای جدید) - ایتالیایی - زبان لاتین (خط کلاسیک اولیه) - لئونی - لوکزامبورگی (خط کلاسیک اولیه) - مالایی - مانکس - نروژی (Bokmål and Nynorsk) | - اکسیتان - پرتغالی - رومانش - گیلیک اسکاتلندی - اسپانیایی - سواحلی - سوئدی - والون |

## زبان‌هایی که تنها تعدادی از نویسه‌هایشان پشتیبانی نمی‌شود
| زبان                   | نویسه‌هایی که در استاندارد تعریف نشده‌اند        | راه حل معمول                                                   | استانداردی که از آن پشتیبانی می‌کند    |
| ---------------------- | ---------------------------------------------- | -------------------------------------------------------------- | ------------------------------------- |
| کاتالان                | Ŀ , ŀ (کنار گذاشته شده)                        | L·, l·                                                         |                                       |
| چکی                    | Č, č, Ř, ř, Š, š, Ž, ž                         | Ch, ch, Rzh, rzh, Sh, sh, Zh, zh                               | ایزو-۸۸۵۹-۲, ویندوز-۱۲۵۰              |
| هلندی                  | Ĳ, ĳ                                           | دونگاره‌های IJ, ij                                              |                                       |
| استونیایی              | Š, š, Ž, ž (تنها در وام‌واژه‌ها دیده می‌شود)      | Sh, sh, Zh, zh                                                 | ایزو-۸۸۵۹-۱۵, ویندوز-۱۲۵۲             |
| فنلاندی                | Š, š, Ž, ž (تنها در وام‌واژه‌ها دیده می‌شود)      | Sh, sh, Zh, zh                                                 | ایزو-۸۸۵۹-۱۵, ویندوز-۱۲۵۲             |
| فرانسوی                | Œ, œ, و نویسهٔ بسیار نادر Ÿ                     | دونگاره‌های OE, oe, و Y بدون diaeresis                          | ایزو-۸۸۵۹-۱۵, ویندوز-۱۲۵۲             |
| مجاری                  | اکسان اگوی دوتایی, ő, Ű, ű                     | Õ, õ (or هشتک, ô; گاهی Ö, ö), Û, û (گاهی Ü, ü)                 | ایزو-۸۸۵۹-۲, ویندوز-۱۲۵۰              |
| ایرلندی (خط قدیم)      | Ḃ, ḃ, Ċ, ċ, Ḋ, ḋ, Ḟ, ḟ, Ġ, ġ, Ṁ, ṁ, Ṡ, ṡ, Ṫ, ṫ | Bh, bh, Ch, ch, Dh, dh, Fh, fh, Gh, gh, Mh, mh, Sh, sh, Th, th | ایزو-۸۸۵۹-۱۴                          |
| زبان لاتین با ماکرون‌ها | Ā, ā, ماکرون, ē, ماکرون, ī, ماکرون, ō, Ū, ū    |                                                                | ایزو-۸۸۵۹-۱۳, ویندوز-۱۲۵۷             |
| مائوری                 | Ā, ā, ماکرون, ē, ماکرون, ī, ماکرون, ō, Ū, ū    | Ä, ä, Ë, ë, Ï, ï, Ö, ö, Ü, ü                                   | ایزو-۸۸۵۹-۱۳, ویندوز-۱۲۵۷             |
| ترکی استانبولی         | I نقطه‌دار و بی‌نقطه, ı, Ğ, ğ, Ş, ş              | I, i, G, g, S, s                                               | ایزو-۸۸۵۹-۳, ایزو-۸۸۵۹-۹, ویندوز-۱۲۵۴ |
| ویلزی                  | Ẁ, ẁ, Ẃ, ẃ, هشتک, ŵ, هشتک, ŷ                   |                                                                | ایزو-۸۸۵۹-۱۴                          |